# Gabi Burgstaller

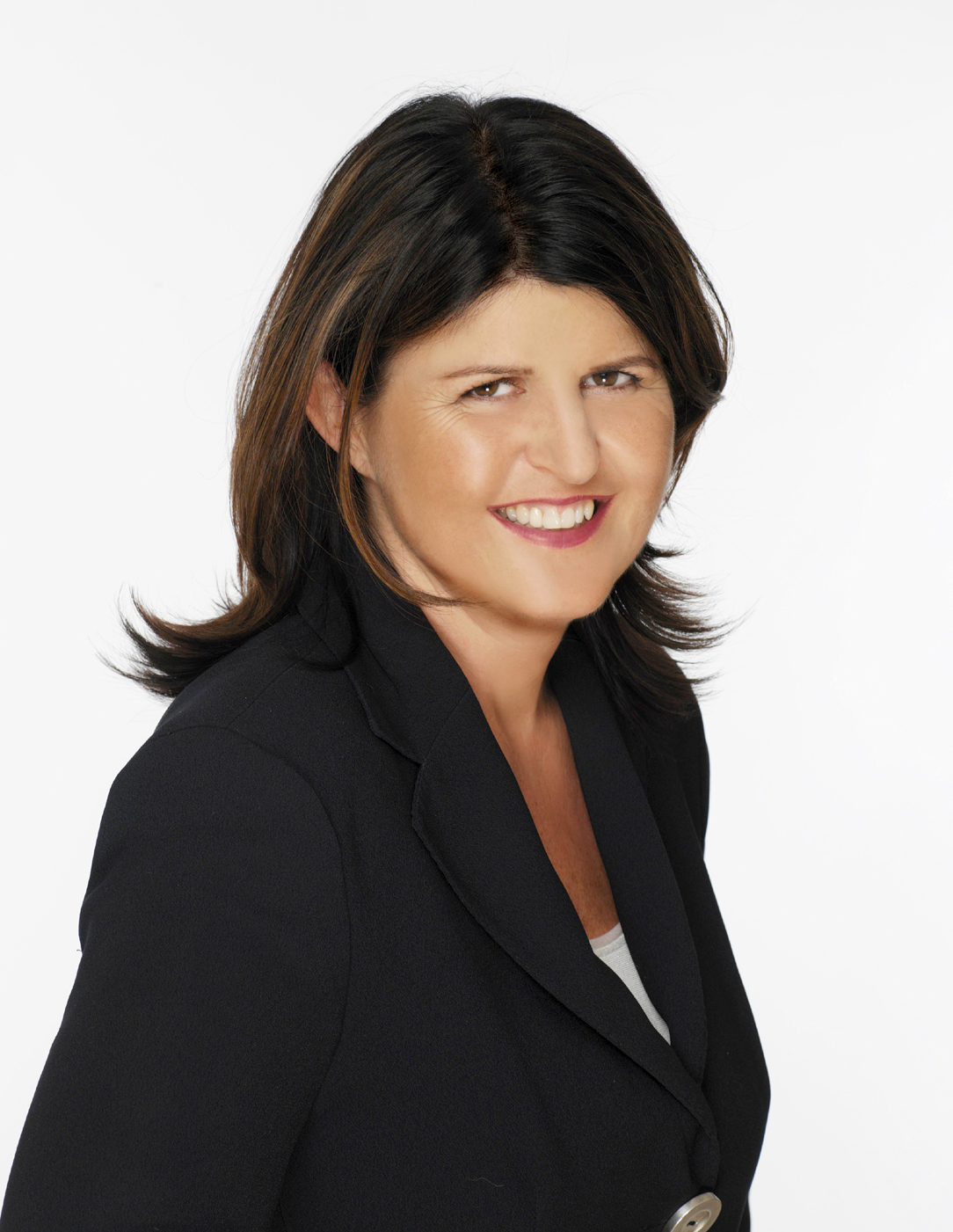
Gabi Burgstaller (2007)

Gabriele „Gabi“ Burgstaller (* 23. Mai 1963 in Penetzdorf/Niederthalheim, Oberösterreich) ist eine österreichische Politikerin (SPÖ). Sie war von 2004 bis 2013 Landeshauptfrau des Bundeslandes Salzburg. Im Mai 2013 gab Burgstaller nach großen Verlusten der SPÖ bei der Landtagswahl in Salzburg 2013 ihren Rückzug aus der Politik bekannt.

## Leben

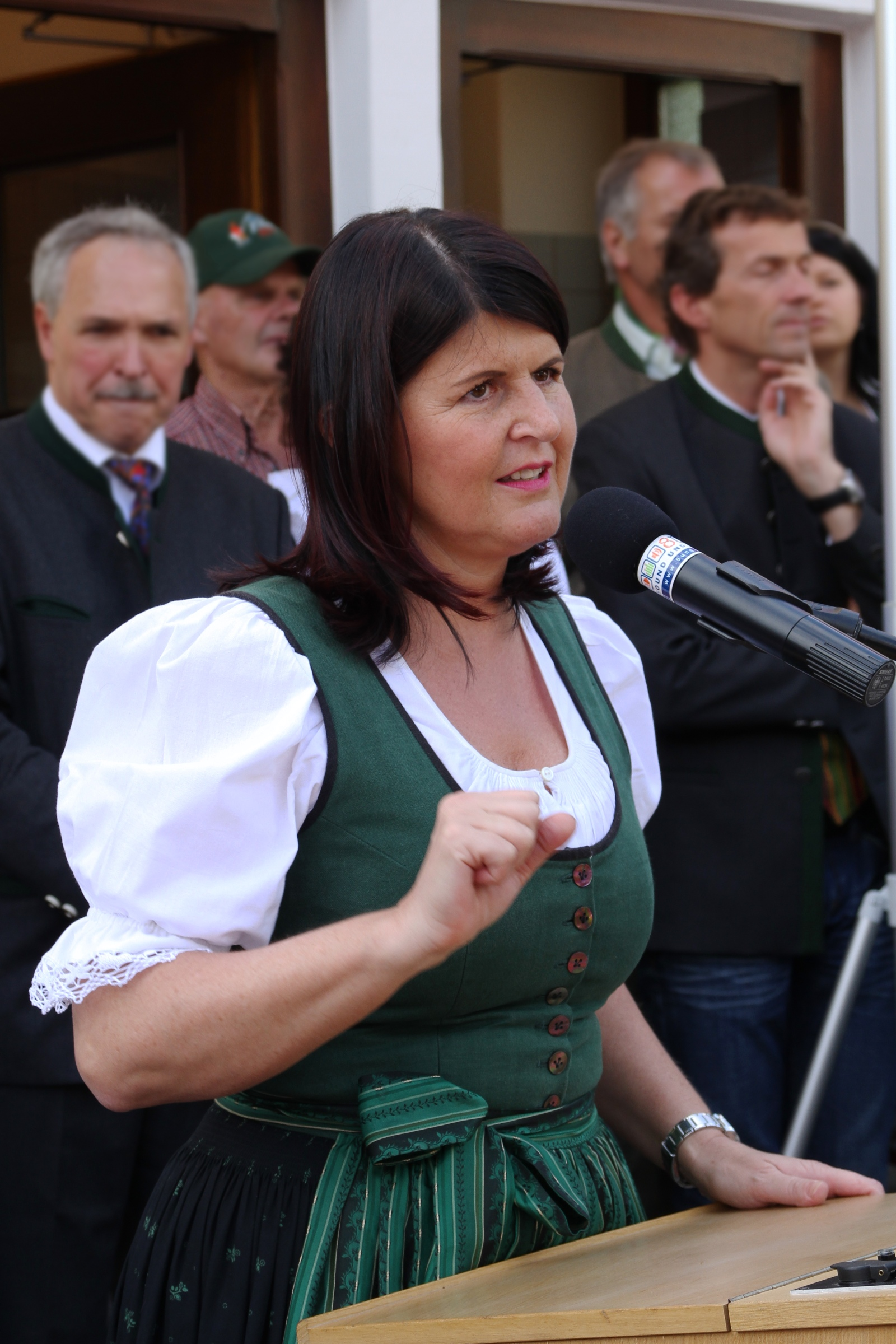
Bei der Eröffnung der Pinzgauer Lokalbahn 2010 in Krimml

Nach der Matura am Gymnasium in Gmunden und einem Jahr Auslandsaufenthalt in England studierte Burgstaller Rechtswissenschaften an der Universität Salzburg. Von 1987 bis 1989 war Gabi Burgstaller Assistentin am Institut für Verfassungs- und Verwaltungsrecht, und am Institut für Rechtssoziologie in Salzburg. Zwischen 1989 und 1994 arbeitete sie als Konsumentenberaterin bei der Arbeiterkammer Salzburg. In dieser Funktion wurde sie als Spezialistin in der Wohn- und Mietrechtsberatung und als Vertreterin von 25.000 durch den WEB-Bautreuhand-IMMAG-Konzern geschädigten Anlegern der breiten Öffentlichkeit bekannt. 
Ihre politische Laufbahn begann 1994, als sie in den Salzburger Landtag gewählt wurde und gleich Klubvorsitzende der SPÖ-Landtagsfraktion wurde. Am 27. April 1999 wurde Burgstaller zur Landesrätin für Frauen, Bauen, Gewerbe, Konsumentenschutz und Verkehr gewählt, am 31. März 2001 zur Landesparteivorsitzenden der Salzburger SPÖ. Sie war auch stellvertretende Bundesparteivorsitzende ihrer Partei.
Der Salzburger Landtag wählte Burgstaller am 25. April 2001 zur ersten Stellvertreterin von Landeshauptmann Franz Schausberger. 
Bei den Wahlen zum Salzburger Landtag am 7. März 2004 gelang es ihr, als Spitzenkandidatin der SPÖ erstmals eine Mehrheit in dem seit 1945 durchgehend von der ÖVP dominierten Bundesland zu erobern. Während des Wahlkampfs betonte sie den Konsens und die Zusammenarbeit mit anderen Parteien als Ziel ihrer Arbeit. Ihre ideologischen Vorstellungen hielt sie für die Dauer des Wahlkampfes im Hintergrund.
Am 28. April 2004 wurde sie vom Salzburger Landtag zur Landeshauptfrau in der Landesregierung Burgstaller I gewählt. Sie war damit die erste Frau an der Spitze des Bundeslandes Salzburg. Als Landeshauptfrau war Gabi Burgstaller in der Salzburger Landesregierung für die Aufgabenbereiche Bildung, Schulen, Gesundheit, Krankenanstalten, Katastrophenschutz, Feuerwehr, Wissenschaft und Forschung, Frauen und Europa zuständig.
Während ihrer Amtszeit als Landeshauptfrau wurde 2005 die Möglichkeit des Schwangerschaftsabbruches in den Salzburger Landeskliniken geschaffen. Die Abtreibungsdiskussion führte zu heftigen politischen Turbulenzen. So versuchte die ÖVP, Burgstallers Vorhaben zu verhindern, und drohte mit dem Ende der Regierungskoalition. Vor allem bei der Katholischen Kirche und ihr nahestehenden Organisationen stieß die Abtreibungsmöglichkeit auf heftige Kritik. Der Salzburger Erzbischof Alois Kothgasser bezeichnete die „Tötung eines ungeborenen Kindes“ als schwerstes Unrecht und widmete den Fastenhirtenbrief 2005 dem Thema Schutz des Lebens.
Nach der Wahl am 1. März 2009 wurde Burgstaller vom Salzburger Landtag am 22. April 2009 wieder zur Landeshauptfrau in der Landesregierung Burgstaller II gewählt.
Burgstaller machte immer wieder auch in der Bundespolitik auf sich aufmerksam, weil sie sowohl unter den Parteivorsitzenden Alfred Gusenbauer als auch Werner Faymann wiederholt die Parteilinie der Bundes-SPÖ unterlief. So sprach sie sich zum Beispiel für die Einführung von Studiengebühren aus und kritisierte Bildungsministerin Claudia Schmied, welche im Jahr 2009 die Lehrverpflichtungen um zwei Wochenstunden erhöhen wollte. Andererseits sprach sie sich wiederum im Jahr 2012 dafür aus, dass Lehrer so wie alle anderen Berufsgruppen nur fünf Wochen Urlaub haben sollten. 
Im Rahmen der Affäre um finanzielle Unregelmäßigkeiten bei den Salzburger Osterfestspielen bezeichnete Burgstaller die Steuerberaterin der Festspielleitung als „zentrale Figur des Ganzen“. Eine Klage der Steuerberaterin wegen Ruf- und Kreditschädigung endete mit einem Vergleich, bei dem Burgstaller sämtliche Vorwürfe zurückzog und die Verfahrenskosten in der Höhe von etwa 50.000 Euro trug.
Im Dezember 2012 wurde bekannt, dass im so genannten Salzburger Spekulationsskandal mit Swap-Geschäften dem Land Salzburg vermutlich ein Schaden von 340 Millionen Euro entstanden ist. Burgstaller kündigte an, Ermittlungen dazu zu befördern. Landeshauptmann-Stellvertreter David Brenner von der SPÖ trat am 23. Jänner 2013 von allen politischen Ämtern zurück.
Nach der Landtagswahl in Salzburg 2013, bei der die SPÖ am 5. Mai 2013 einen historischen Verlust hinnehmen musste, gab Gabi Burgstaller ihren Rückzug aus der Politik bekannt. Ihre Position als Parteivorsitzende der SPÖ Salzburg wurde mit Walter Steidl besetzt.
Burgstaller kehrte am 1. Oktober 2013 in die Arbeiterkammer zurück.
Gabi Burgstaller heiratete am 5. Juli 2003 im Marmorsaal von Schloss Mirabell Anton Holzer und lebt in Hallein.

## Auszeichnungen
- 2007: Großes Silbernes Ehrenzeichen am Bande für Verdienste um die Republik Österreich[9]
- 2011: Offizier des Ordens für Verdienste um Litauen